# John Carvalho
John Carvalho (ur. 10 kwietnia 1969 w Margoli) – indyjski duchowny rzymskokatolicki, biskup Ajmer od 2025. 

## Życiorys
Święcenia kapłańskie przyjął 13 maja 1996 roku i został inkardynowany do diecezji Ajmer.

### Episkopat
1 marca 2025 papież Franciszek mianował go biskupem diecezji Ajmer. Sakry udzielił mu 11 maja 2025 w katedrze Niepokalanego Poczęcia Najświętszej Maryi Panny w Adźmer metropolita metropolita Agry, arcybiskup Raphy Manjalaly. 